# Cheiromycella microscopica
Cheiromycella microscopica är en svampart som först beskrevs av Petter Adolf Karsten, och fick sitt nu gällande namn av S. Hughes 1958. Cheiromycella microscopica ingår i släktet Cheiromycella och familjen Hyaloscyphaceae. Inga underarter finns listade i Catalogue of Life.